# 左右相称動物
左右相称動物（さゆうそうしょうどうぶつ、Bilateria）は、真正後生動物に属する動物の一群である。

## 概要
海綿動物と刺胞動物を除く大部分の後生動物からなる。初期の多細胞動物は左右相称ではなく、非対称形の水生生物のカイメンであったが、カンブリア爆発ごろに多くの動物が左右対称となったことは、生命の歴史上重要な段階であった。
大部分の種類は、体が3つの胚葉（内胚葉・中胚葉・外胚葉）からなる（三胚葉性）。ほとんどのものが左右相称またはほぼ相称である。例外は棘皮動物で、成体は放射相称であるが、幼生は左右相称である。一部の原始的形態のもの、寄生性などの特殊なものを除き、左右相称動物には口と肛門が別になった完全な消化管がある。
多くの左右相称動物には体内の空隙、すなわち体腔がある。かつては無体腔動物は別の系統と考えられたが、現在では無体腔動物の主要な門（扁形動物と腹毛動物）では、体腔が二次的になくなったと考えられている。体腔が初期から存在した証拠としては、知られている最古の左右相称動物であるベルナニマルキュラ (Vernanimalcula) が空隙のような構造を持っていたらしいことがあげられている。
左右相称動物は、少なくとも2つの上門 (superphylum)、後口動物と前口動物に分けられる。これらの間には、胚発生のしかたなど、多くの違いがあり、特に、最初の開口部（原口）が前口動物では口に、後口動物では肛門になる。
さらに現在、前口動物を少なくとも2つの上門、脱皮動物と冠輪動物に分ける説が有力である。また前口動物のもう1つの上門 Platyzoa（扁平動物上門）を認める説があるが、これも冠輪動物に含める説もある。毛顎動物は特に分類が難しく、従来は後口動物に入れられていたが、現在では前口動物に入れる説が有力である。

## 分類
以下は、英語版wikipediaからの転載。
- 直泳動物門　Orthonectida
- 菱形動物門　Rhombozoa
- 無腸動物門　Acoelomorpha (disputed)
- 毛顎動物門　Chaetognatha
- 後口動物上門 Deuterostomia
  - 脊索動物門　Chordata
  - 半索動物門　Hemichordata
  - 棘皮動物門　Echinodermata
  - 珍渦虫動物門　Xenoturbellida
  - 古虫動物門（ウェツリコリア）　Vetulicolia †
- 前口動物　Protostomia (unranked)
  - 脱皮動物上門 Ecdysozoa
    - 有棘動物　Scalidophora (unranked)
      - 動吻動物門　Kinorhyncha
      - 胴甲動物門　Loricifera
      - 鰓曳動物門　Priapulida

    - 線形動物門　Nematoda
    - 類線形動物門　Nematomorpha
    - 汎節足動物　Panarthropoda (unranked)
      - 葉足動物門　Lobopodia†
      - 有爪動物門　Onychophora
      - 緩歩動物門　Tardigrada
      - 節足動物門　Arthropoda

  - 扁平動物上門 Platyzoa
    - 扁形動物門　Platyhelminthes
    - 腹毛動物門　Gastrotricha
    - 輪形動物門　Rotifera
    - 鉤頭動物門　Acanthocephala
    - 顎口動物門　Gnathostomulida
    - 微顎動物門　Micrognathozoa
    - 有輪動物門　Cycliophora

  - 冠輪動物上門 Lophotrochozoa
    - 星口動物門　Sipuncula
    - ヒオリテス動物門　Hyolitha †
    - 紐形動物門　Nemertea
    - 箒虫動物門　Phoronida
    - 外肛動物門（苔虫動物門）　Bryozoa
    - 内肛動物門　Entoprocta
    - 腕足動物門　Brachiopoda
    - 軟体動物門　Mollusca
    - 環形動物門　Annelida
    - ユムシ動物門　Echiura